# أراكس- أرمينيا (بلدية أرمافير)

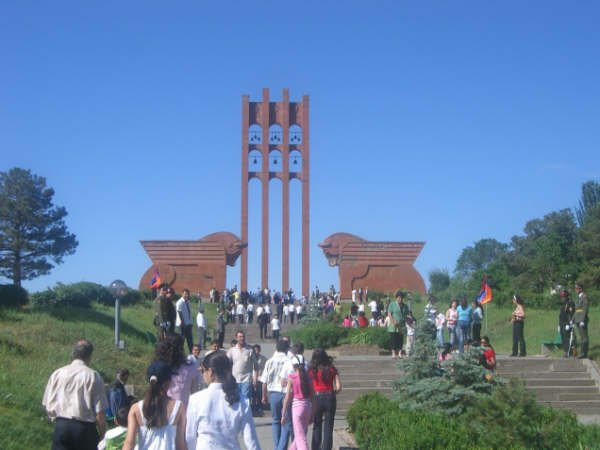
نصب ساردارابات التذكاري في أراكس

40°05′35″N 43°57′03″E / 40.09306°N 43.95083°E
أراكس (بالأرمنية: Արաքս)‏ هي قرية تقع في الجزء الغربي من مقاطعة أرمافير في أرمينيا، ويبلغ عدد سكانها 1,651 نسمة حسب إحصاء عام 2011. تأسست القرية كمزرعة تابعة للدولة في عام 1940. وقعت بالقرب منها معركة سارداراباد الشهيرة عام 1918. وفي عام 1968، شُيّد في موقع المعركة نصب تذكاري تخليدًا لتلك المناسبة، كما يضم الموقع متحف أرمينيا الإثنوغرافي الذي تديره الدولة.